# Castello Chiola
Das Castello Chiola ist eine Höhenburg auf einem Hügel über der  italienischen Gemeinde Loreto Aprutino in der Provinz Pescara.

## Geschichte

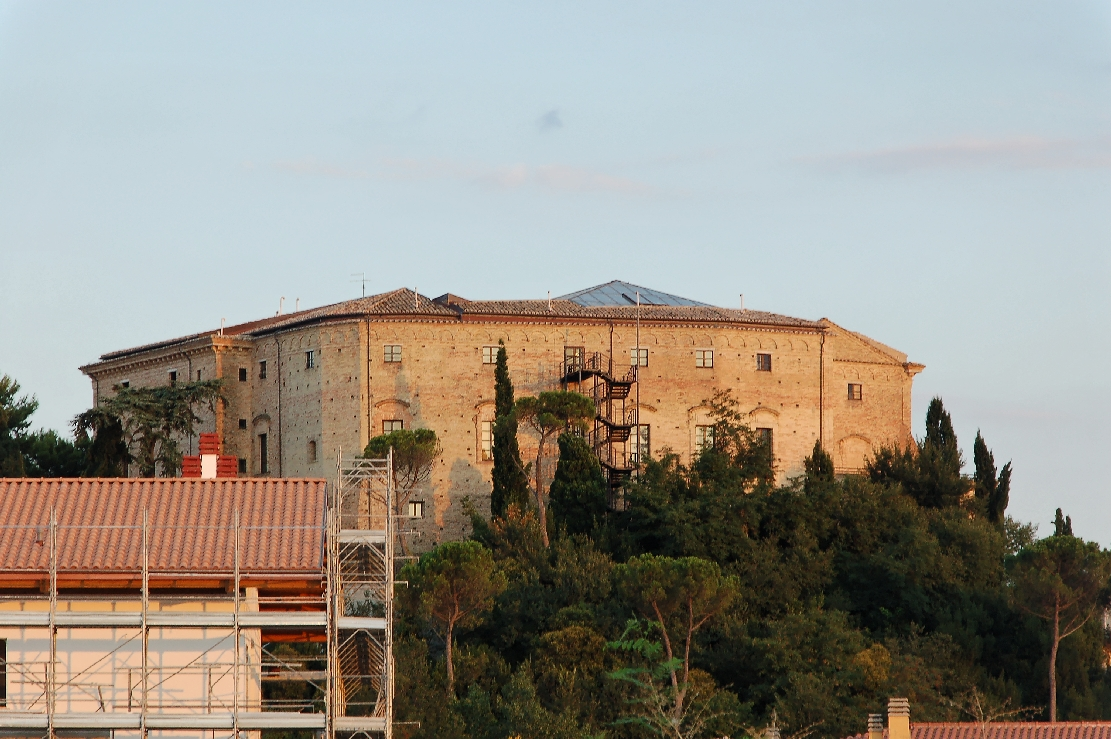
Rückansicht der Burg

Die ersten historischen Quellen, in denen die Burg erwähnt ist, stammt aus dem Jahre 864 und beziehen sich auf eine langobardische Festung, die 1071 zu einem Außenposten der Normannen wurde. Nacheinander fiel die Burg an die Familien D’Aquino (1330–1571), finanziert durch die D’Avalos (ab 1449), und die Caracciolos. Dort waren auch die Grafen von Loreto zu Gast.
1843 ging die Burg in das Eigentum der Familie Chiola über, die sie bis 1995 bewohnte und sich um die Restaurierung in einem neuen Stil des 16. Jahrhunderts kümmerten. Die Burg dient heute als Hotel und Kongresszentrum.

## Beschreibung
Die Burg ist von einer Umfassungsmauer umgeben, von der aus man die Fassade der Burg überblicken kann, in deren Mitte sich ein Bogenportal mit einem Balkon darüber befindet. Neben dem Portal sind zwei Fenster in klassizistischem Stil angebracht.
Der Eingang führt in eine Empfangshalle, die zu einem Innenhof leitet, der derzeit mit einer Konstruktion aus Glas und Aluminium bedeckt ist.